# Pellionia grijsii
Pellionia grijsii är en nässelväxtart som beskrevs av Henry Fletcher Hance. Pellionia grijsii ingår i släktet Pellionia och familjen nässelväxter. Inga underarter finns listade i Catalogue of Life.